# Микки 17
«Микки 17» (англ. Mickey 17) — научно-фантастический фильм 2025 года южнокорейского режиссёра Пон Джун Хо с Робертом Паттинсоном в главной роли, экранизация романа Эдварда Эштона «Микки-7». Получил противоречивые отзывы: критике подверглись сценарий и режиссура, тогда как игра Паттинсона была оценена высоко.

## Сюжет
Действие фильма начинается в 2054 году, когда несостоявшийся политик Кеннет Маршалл организует экспедицию по колонизации ледяной планеты Нифльхейм. Микки Барнс, скрывающийся от кредиторов, решает принять участие в экспедиции в качестве «расходного материала»: его отправляют на все опасные миссии, а в случае смерти создают заново, печатая тело на биопринтере и восстанавливая память из резервной копии. В ходе четырёхлетнего полёта у Микки начинаются отношения с сотрудником безопасности Нэшей Барридж.
В полёте и на планете Микки последовательно гибнет и восстанавливается 16 раз. В очередной миссии его отправляют за образцом местной жизни — существами, названными «жутики» (в оригинале creepers), похожими на огромных земных мокриц. Микки проваливается в ледяную пещеру, и его окружают жутики. На базе, решив, что Микки погиб, восстанавливают его в 18-й раз. Однако жутики, демонстрируя разумное поведение, оставляют землянина в живых и поднимают на поверхность. Он возвращается домой, где находит свою копию. По правилам, установленным ещё на Земле, в подобной ситуации обе копии должны быть уничтожены. Микки-17 и Микки-18 оказываются довольно разными личностями. Более агрессивный 18-й пытается убить 17-го, но потом клоны решают помириться и выжить вместе. Нэша готова жить и спать с обеими копиями, сохраняя тайну.
Маршалл, не зная о раздвоении, приглашает Микки-17 на торжественный обед в личные апартаменты, чтобы таким образом наградить его за заслуги. Во время обеда он кормит Микки экспериментальной искусственной пищей, от которой гостю становится плохо. 18-й, узнав об этом, приходит в бешенство, и Микки решают убить Маршалла. Тот считает жутиков помехой для колонизации и собирается полностью уничтожить их при помощи отравляющего газа. Микки-17, наоборот, не считает их враждебными существами, полагая, что земляне и жутики должны найти общий язык.
Во время общего собрания на станцию проникают два маленьких жутика. Один из них бросается на Маршалла, и его расстреливают агенты безопасности. Второго задерживают для исследований. О раздвоении сотрудников становится известно руководству колонии, обоих Микки и Нэшу сажают в тюрьму. Маршалл решает помиловать одного — того, кто докажет лояльность, покинув станцию и уничтожив как можно больше жутиков. Резервную копию памяти сотрудника перед выходом наружу демонстративно уничтожают. Учёным удаётся разработать метод коммуникации с местными жителями, устройство перевода передают Микки. Жизнь обоих преступников в руках лидера колонии, на них надеты радиоуправляемые пояса смертников. Микки решают рассказать Матке жутиков о плане Маршалла. Жутики окружают станцию, пытаясь пробиться внутрь. Матка передаёт землянам через Микки, что станция будет уничтожена, если они не выдадут им оставшегося в живых жутика. Одного землянина нужно будет убить в отместку за смерть аборигена. Маршалл выходит наружу, чтобы лично привести в действие устройство, выпускающее отравляющий газ. Микки-18 бросается на Маршалла, провоцирует детонацию пояса, и оба гибнут, выполняя требование Матки. На станции происходит мятеж, представителей Маршалла свергают.
Через полгода происходит собрание экипажа станции. Нэша и Микки как лидеры колонии торжественно уничтожают взрывом биопринтер, на котором печатали копии Микки, что знаменует новую эпоху в жизни планеты.

## В ролях
| Актёр               | Роль                                |
| ------------------- | ----------------------------------- |
| Роберт Паттинсон    | Микки Барнс                         |
| Наоми Экки          | Нэша Бэрридж                        |
| Стивен Ён           | Тимо                                |
| Марк Руффало        | Кеннет Маршалл                      |
| Тони Коллетт        | Илфа Маршалл                        |
| Кэмерон Бриттон     | руководитель научной группы Аркадий |
| Анамария Вартоломей | агент безопасности Кай Кац          |
| Холлидей Грейнджер  | рекрутер Джемма                     |
| Анна Муглалис       | озвучание, голос Матки жутиков      |
| Иэн Ханмор          | кредитор Дариус Бланк               |

## Создание и релиз
В январе 2022 года стало известно о начале работы над экранизацией романа Эдварда Эштона «Микки-7». Режиссёром стал Пон Джун Хо, он же написал сценарий, значительно изменив многих персонажей: в частности, Микки стал по сравнению с героем романа более простодушным. Номер Микки был заменён с 7-го на 17-й в честь полузащитника футбольного клуба «Манчестер Сити» Кевина Де Брёйне. Производством занялась компания Warner Bros. Главную роль получил Роберт Паттинсон, позже к проекту присоединились Наоми Аки, Тони Коллетт, Марк Руффало, Стивен Юн. Съёмки проходили с августа 2022 года по январь 2023 года.
6 декабря 2022 года в Twitter кинокомпании Warner Bros. вышел первый тизер фильма. Премьера была намечена на 29 марта 2024 года, но в январе 2024 года была отложена на неопределённый срок из-за забастовки SAG-AFTRA 2023 года и задержек постпродакшена. Премьера состоялась 13 февраля 2025 года в Лондоне, на Лестер-сквер. 15 февраля в рамках 75-го Берлинского международного кинофестиваля прошёл спецпоказ. 28 февраля картина вышла в театральный прокат в Южной Корее, 7 марта — в США.

## Оценки
На сайте-агрегаторе отзывов Rotten Tomatoes «Микки 17» получил рейтинг 77 %. На сайте Metacritic его оценили на 72 балла из 100, что указывает на «в целом благоприятные» отзывы. Зрители, опрошенные CinemaScore, поставили фильму среднюю оценку «В» по шкале от А+ до F, а зрители, опрошенные PostTrak, — 4 звезды из 5 возможных, причем 63 % определённо рекомендовали бы его к просмотру.
Робби Коллин из The Daily Telegraph тоже оценил «Микки 17» на 4 звезды из 5, отметив резкие переходы от фарса к абсурду, потом к хоррору и обратно, которые держат зрителя в постоянном напряжении. Джейкоб Оллер (The A.V. Club) назвал картину «громоздкой, многословной, безумно занимательной научно-фантастической критикой нашего бесчеловечного настоящего». Джастин Чанг (NPR) заявил, что Пон Джун Хо — «один из немногих режиссеров, который может работать в таком масштабе… и всё ещё сохранять свой художественный почерк». Ричард Лоусон (Vanity Fair) воспринял фильм скептически: для него это «разочаровывающее продолжение „Паразитов“», в котором режиссёр сосредоточился не на темах клонирования и «уничтожающего отношения корпоративного мира к работникам», а на «шутках о мелочных тиранах». Джослин Новек (Associated Press) оценила «Микки 17» на 2 звезды из 4 возможных, увидев в нём «повествовательный хаос» и избыточность.
Обозреватель «Мира фантастики» Александр Гагинский высоко оценил фильм в целом, отметив «отличную игру Паттинсона, чёрный юмор, оригинальное раскрытие, казалось бы, избитого сюжета, неустаревающую мораль о ценности человеческой жизни», но раскритиковал финальную часть картины. По его мнению, здесь «жанр начинает меняться на ходу, фильм почти теряет черты циничной комедии и вдруг превращается в драму о контакте с нечеловеческим разумом, практически „Навсикаю из долины ветров“. Причём, к сожалению, в довольно глупую её копию».
В Кеннете Маршалле, политике и руководителе экспедиции с замашками тирана, некоторые критики увидели карикатуру на авторитарных лидеров XXI века — в частности, на Дональда Трампа. Пон Джун Хо пришлось объяснять, что этот персонаж не основан на какой-то конкретной личности.
«Микки 17» получил семь номинаций на премию «Золотой трейлер», победив в одной из них — «Лучшая музыка».